# Jiabao V75
Jiabao V75 и Jiabao V77 — серия микровэнов вместимостью 5—8 мест, выпускающихся с 2015 года суббрендом Jiabao компании FAW Jilin.

## Описание

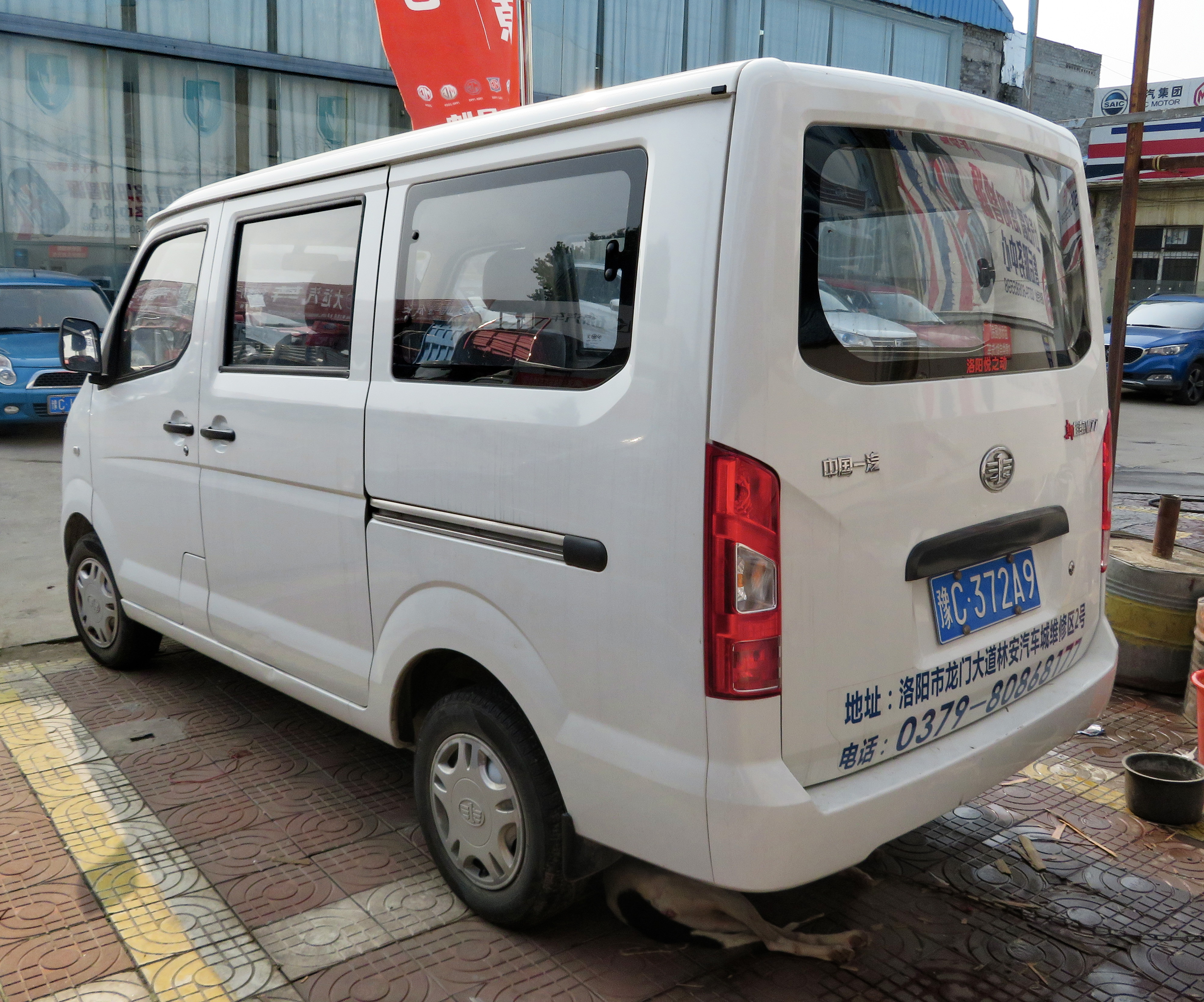
FAW Jiabao V77 (вид сзади)

Jiabao V75, запущенный в производство в 2015 году, оснащён 1,0-литровым рядным трёхцилиндровым двигателем мощностью 75 л. с., в то время как Jiabao V77 оснащается 1,0-литровым рядным четырёхцилиндровым двигателем мощностью 75 л. с. или же 1,3-литровым рядным четырёхцилиндровым двигателем мощностью 88 л. с. Ценовой диапазон Jiabao V75 варьировался от 28900 до 30900 юаней, а ценовой диапазон Jiabao V77 — от 30900 до 35900 юаней.
Версия, удлинённая на 304 мм, получила название Jiabao V55. Цена составила 32900 юаней.